# Limarca angustifrons
Limarca angustifrons is een tweekleppigensoort uit de familie van de Philobryidae. De wetenschappelijke naam van de soort is voor het eerst geldig gepubliceerd in 1886 door Tate.